# El último malón
El último malón és una pel·lícula muda Argentina en blanc i negre dirigida per l'advocat, periodista i escriptor Alcides Greca segons el seu propi guió que es va estrenar el 4 d'abril de 1918 en el Palace Theatre de Rosario i el 31 de juliol de 1918 en el Smart Palace, de Buenos Aires. Va ser filmada en San Javier, província de Santa Fe, la ciutat natal del director.
Poc després que morís en 1956 el director i productor del film, els seus familiars van permetre que Fernando Birri exhibís la pel·lícula als seus alumnes de l'Institut de Cinematografia. Dotze anys després, el tècnic Fernando Vigévano va reconstruir l'original de 35 mil·límetres i va fer una còpia en 16 mil·límetres. És una de les poques pel·lícules argentines d'aquesta època que va poder ser rescatada.

## Argument
És una reconstrucció de l'última rebel·lió indígena dels mocovís a San Javier, al nord de la província de Santa Fe, en 1904.

## Repartiment
El cacic mocoví Mariano López, va participar al malón i al film. Actors professionals van encarnar al cacic rebel Jesús Salvador i la seva companya Rosa Paiquí, acompanyats en el film per indis vilatans, paisans del lloc i familiars i amics d’Alcides Greca.

## Comentaris
Va dir Jorge Miguel Couselo que el film:
| « | ...en el seu pas original (35 mm) és d'abundant hora i mitja, la qual cosa no era freqüent en 1917. Però aquesta extensió va facilitar a Greca un ampli marc, un desenvolupament minuciós i vast, la llavors rara conciliació del mostrari documental, l'acció històrica i la narració lleugerament novelda o fictícia. La referència argumental seguint pas a pas el pròleg, sis actes i un epíleg, es fa inexcusable per a abastar el contingut de la pel·lícula i les seves implicancias crític-històriques." | » |

Domingo Di Núbila va escriure que
| « | "Greca va descriure la vida dels mocovís, des de les festes patronals amb les seves danses tradicionals, l'orquestra d'instruments rústics i el rostit d'egua, fins a cerques de manteniment que inclouen la caça de yacarés...Una escarida trama novel·lesca, sobre un vell cacic, la seva jove concubina i el seu germà bastard, que està enamorat de la noia i resisteix sotmetre's al mandat d'un missioner franciscà en la reducció de San Javier, enllaça la multitud de notes documentals.." | » |

## Modificació posterior
Alejandra Rodríguez pina que hi ha alguns elements que permeten suposar que el mateix Greca va intervenir el film amb posterioritat a la Massacre de Napalpí en 1924.